# 小林喜三郎
小林 喜三郎（こばやし きさぶろう、1880年12月10日 - 1961年2月20日）は、日本の実業家、映画プロモーター、映画プロデューサーである。D・W・グリフィス監督の超大作サイレント映画『イントレランス』を日本で公開し、当時破格の高額入場料「10円興行」を打ち、成功を収めたことで知られる。

## 人物・来歴
1880年（明治13年）12月10日、茨城県に生まれる。
1910年（明治43年）、29歳のころ、映画会社・福宝堂の取締役営業部長に就任した。フランスの探偵映画『ジゴマ』を買いつけ、『探偵奇譚ジゴマ』の題で1911年（明治44年）11月、浅草公園六区の金龍館で公開、大ヒットなる。同館を経営する根岸興行部にパイプを築く。ジゴマの小林、腕の喜三郎の異名をとる。
1912年（明治45年）4月、福宝堂が4社合併により日活となると、小林は同社の本社営業部に席を置いた。浅草公園六区に根岸興行部が経営する常盤館から、日活の新作の滞りを指摘されると、同年12月、常盤商会を設立、日暮里に撮影所を開業、独自の作品を製作・供給した。1914年（大正3年）3月17日、小林は福宝堂関西営業部長であったときからの盟友・山川吉太郎とともに天然色活動写真（天活）を設立、常盤商会はこれに吸収された。
1914年（大正3年）1月、天活の配給・興行を行なう小林商会を設立、1915年（大正4年）には三葉興行を設立した。
1917年（大正6年）6月30日には、小林商会が、日本初のアニメーション映画のひとつ、幸内純一監督の『塙凹内名刀之巻』を発表したが、同年倒産した。
1919年（大正8年）3月、D・W・グリフィス監督の超大作スペクタクル映画『イントレランス』（1916年）の日本での興行に打って出た。入場料を「10円」という高額に設定、大ヒットした。この興行で得た資金で、国際活映を同年12月16日に設立した。1920年（大正9年）11月8日に設立された帝国活動写真（松竹の前身の一社）の取締役に名を連ねる。国活は、1925年（大正12年）には倒産した。中山由五郎は世の詐欺商法を紹介した著書で小林を採り上げ、グリフィス映画をヒットさせるための誇大広告や詐欺的手法を暴露した。
のちに日活の経営などにも関与する。
1945年（昭和20年）の第二次世界大戦後は日活で監査役をつとめた。
1961年（昭和36年）2月20日、死去した。満80歳没。小林が設立した三葉興行は現在、三葉興業株式会社として千代田区に本社を置く。

## おもなフィルモグラフィ
- 『探偵奇譚ジゴマ』、監督ヴィクトラン・ジャッセ、1911年11月、浅草・金龍館 - 買付・興行
- 『生さぬ仲』、原作柳川春葉、監督・主演井上正夫、共同監督賀古残夢、1916年6月、浅草・三友館 - 製作・興行
- 『毒草』、原作菊池幽芳、監督・主演井上正夫、脚本・主演栗島狭衣、1917年3月11日、浅草・三友館 - 製作・興行
- 『塙凹内名刀之巻』、監督幸内純一、1917年6月30日、浅草・帝国館 - 製作・興行
- 『イントレランス』、監督D・W・グリフィス、1919年3月、内幸町・帝国劇場 - 買付・興行

## 経営した映画館
- 浅草・帝国館 - のち松竹に譲渡、1983年閉館
- 渋谷パレス座 - 現在のシネクイント
- 新宿パレス座 - 1986年閉館、現在新宿三葉ビル
- 蒲田パレス座 - 1995年3月31日閉館廃業、2010年7月30日　跡地に画廊「ギャラリー鴻」がオープン

## 註
1. 1 2 3 4 5 6 7  コトバンクサイト内の記事「小林喜三郎」の記述を参照。
2. 1 2  #外部リンク欄の「三葉興業」公式サイトを参照。二重リンクを省く。
3. ↑  宣伝の世の中『法網を潜る人々』中山由五郎 著 (大京堂書店, 1935) p592-600
4. ↑  『変態処世術』（中山由五郎、趣味の法律普及会、1930年）